# Чемерт
Чемерт (осет. Чемерт, груз. ქემერტი — Кемерти) — бывшее село в Закавказье, расположено в Цхинвальском районе Южной Осетии, фактически контролирующей село; согласно юрисдикции Грузии — в Горийском муниципалитете.

## География
Село находится на крайнем севере грузинонаселённого (до августа 2008 года) анклава Тамарашени-Кехви (к северу от Цхинвала) на левом берегу реки Большая Лиахва к северу от села Дзарцеми и к востоку от Кехви.

## Население
По переписи 1989 года из 845 жителей грузины составили 97 % (820 чел.), осетины — 3 % (25 чел.). Затем, после изгнания осетинского населения, село до войны в августе 2008 года было населено в основном только грузинами. По переписи 2002 года (проведённой властями Грузии, контролировавшей часть Цхинвальского района на момент проведения переписи) в селе жило 1007 человек, в том числе грузины составили 97 % от всего населения. С 2008 года село безлюдно.

## История
В разгар южноосетинского конфликта село было под контролем Грузии. После ухода грузинских войск многие домовладения без контроля МВД РЮО были подвергнуты сожжению. После войны в августе 2008 года село находится под контролем властей РЮО.

## Топографические карты
- Лист карты K-38-64 Цхинвали. Масштаб: 1 : 100 000. Состояние местности на 1987 год. Издание 1989 г.